# Bouillon Racine
Le Bouillon Racine est un restaurant de Paris, fondé en 1906, situé au 3, de la rue Racine, dans le 6e arrondissement et classé monument historique en 1995.

## Historique
Le restaurant est créé en 1906 par la famille Chartier, déjà propriétaire du Bouillon Chartier, situé depuis 1896 au no 7 de la rue du Faubourg-Montmartre, dans le 9e arrondissement de Paris. Établi originellement à l'enseigne du Grand Bouillon Camille Chartier, qui demeure au fronton du bâtiment, il prend avec le temps le nom usuel de Bouillon Racine, par référence au nom de la rue dans laquelle il se situe.
Camille Chartier demeure à la tête de l'établissement jusqu'en 1926, puis le restaurant prend les noms successifs de Bouillon Ollé et Joussot. L'université de Paris le rachete en 1962, et il devient la cantine du personnel de la proche Sorbonne, fonction qu'il assure jusqu'en 1993. Olivier Simon, chef de cuisine originaire de Paliseul en Belgique, fait appel à un groupe de financiers belges en vue de réhabiliter le Bouillon dans sa fonction de restaurant. Il choisit Agnès Emery, décoratrice et designeuse bruxelloise, qui, au travers d'un mobilier inspiré de l'Art nouveau, permet au Bouillon Racine de figurer dans plusieurs revue d'art telles qu'Architectural Digest (en). L'important travail de restauration est mené par les Compagnons du Devoir. La création d'une façade à l'actuel bar du Bouillon permet d'équilibrer l'esthétisme de la façade actuelle. Le restaurant rouvre en 1996.
La devanture du bâtiment, ainsi que la décoration Art nouveau de la salle, ont permis son classement aux monuments historiques le 12 octobre 1995.

## Caractéristiques

### Architecture
Tout comme le Bouillon Chartier de la rue du Faubourg-Montmartre, ouvert par les deux frères Chartier en 1896, et le Bouillon Édouard Chartier du boulevard du Montparnasse, le Grand Bouillon Camille Chartier devait son architecture à Jean-Marie Bouvier. Associé au décorateur et céramiste Louis Trézel, celui-ci fit réaliser un décor typique de l'Art nouveau parisien, influencé par Hector Guimard : boiseries ciselées, fer forgé et miroirs décorés de motifs végétaux.
C'est dans l'esprit de cette décoration qu'est entreprise la restauration des lieux en 1996, le savoir-faire des Compagnons du Devoir ayant permis de renouer avec les techniques qui avaient donné naissance à l'architecture et à la décoration originelles : miroirs biseautés, dorures à la feuille, boiseries ciselées.

## Représentation dans la culture
C'est au Bouillon Racine que déjeunent les personnages du roman Un tueur en Sorbonne, de René Reouven, en 1984. L'auteur situe le restaurant rue Racine et le présente comme la cantine du personnel administratif de la Sorbonne, mais lui donne le nom de Bouillon Chartier, en raison de l'inscription qui figure au fronton du bâtiment. Le romancier rappelle à ce sujet l'assassinat, en 1926, de Simon Petlioura par Samuel Schwartzbard, qui eut lieu à la sortie du Grand Bouillon Camille Chartier. Il est aussi mentionné dans le roman de Tristan Garcia La Meilleure Part des hommes (2008).
Le Bouillon Racine apparaît dans le film de Jalil Lespert, Yves Saint-Laurent, sorti en 2014.

## Accès
Le Bouillon Racine est accessible à proximité par les lignes 4 et 10 à la station Odéon.